# Странный чужак
«Странный чужак» (цыг. Gadjo dilo, название также иногда переводится как «Сумасшедший чужеземец» или «Глупый чужак») — фильм французского режиссёра Тони Гатлифа. В фильме используются цыганский (как основной), французский и румынский языки. Фильм вышел в 1997 году. Фильм получил награду на 41-м Международном кинофестивале в Салониках, Греция (где шёл под названием «Гаджо Дило: ещё есть улыбающиеся цыгане»).

## Сюжет
В румынской глубинке появляется молодой француз по имени Стефан. Он ищет женщину, чьё пение было записано его отцом — румынскую цыганку Нору Луку.
Зимней ночью Стефан забредает в румынскую деревушку, где пытается попроситься на ночлег. Но на его стук никто не открывает дверей. Стефана замечает и отводит к себе домой пьяный цыганский старик Изидор. Он решает, что юноша приехал для того, чтобы научиться цыганскому языку. Во всей деревне Изидора никто не знает французского, кроме молодой женщины по имени Сабина. Сабину все считают шлюхой за то, что она бросила своего мужа в Бельгии. Сначала она враждебно относится к Стефану и не хочет помогать ему, но со временем между ними разгорается чувство.
Долгие месяцы Стефан живёт с цыганами, удивляясь им и удивляя их. Он записывает местные песни, по видимости, продолжая дело своего отца. Сначала цыгане для него — всего лишь носители интересного фольклора и забавных обычаев. Но в какой-то момент он обнаруживает, что жизнь их не так уж забавна. Когда вернувшийся из тюрьмы сын Изидора случайно убивает примара румынской деревни, из-за наговора которого его и посадили, жители деревни устраивают погром. Молодой цыган оказывается сожжён заживо.
Потрясённый случившимся и испытывая стыд за свой прежний взгляд на цыган, Стефан разбивает свои кассеты и «хоронит» их, подражая цыганскому обычаю.

## В ролях
- Ромен Дюрис — Стефан
- Рона Хартнер — Сабина
- Изидор Шербан — старик Изидор
- Анжела Шербан — Анжела
- Василе Шербан — Василе
- Валентин Теодосиу — секретарь мэрии Денеш
- Адриан Минуне — подросток, поющий Tutti Frutti te khelas
- Моника Мицура — голос Норы Люка

В массовку и на многие эпизодические роли были приглашены обычные румынские цыгане и румыны.

## Песни из фильма

### Tutti Frutti te khelas
«Станцуем Тутти Фрутти» — народная цыганская песня. В фильме её исполняет мальчик — известный в Румынии исполнитель манеле. После фильма песня стала популярной среди любителей цыганской музыки.
Tutti frutti te khelas,
Te khelas te gil’abas.
Te khelas te gil’abas,
Le romensa te mangas.
Či žanav so te kerav,
Palo late me merav!
Či žanav so te kerav,
Palo late me merav!
Sa o roma, daje, khelena,
Sa o roma, daje, pilena!
Sa o roma, daje, khelena,
Sa o roma, daje, von pilena!
Či žanav so te kerav,
Palo late me merav!
Či žanav so te kerav,
Palo late me merav!
Miri romni sy shukar
Sar o luludi dai bar!
Miri romni sy bruneto
Ay, sy mai bari talento!
Či žanav so te kerav,
Palo late me merav!
Či žanav so te kerav,
Palo late me merav!
Перевод:
Станцуем Тутти-фрутти,
Станцуем да споём,
Станцуем да споём,
С цыганами сговоримся [о свадьбе]!
Не знаю, что мне делать —
Из-за неё умираю!
Не знаю, что мне делать —
Из-за неё умираю!
Все цыгане, мама, пляшут,
Все цыгане, мама, пьют!
Все цыгане, мама, пляшут,
Все цыгане, мама, они пьют!
Не знаю, что мне делать —
Из-за неё умираю!
Не знаю, что мне делать —
Из-за неё умираю!
Моя жена красивая,
Как цветок в саду!
Моя жена — брюнетка,
И [она] очень удачливая!
Не знаю, что мне делать —
Из-за неё умираю!
Не знаю, что мне делать —
Из-за неё умираю!

## Достижения

### Награды
- «Американское гран-при» Монреальского международного кинофестиваля вместе с фильмами «Цыганские бароны» и «Добрый путь» «цыганской» трилогии Тони Гатлифа[1]
- Международный кинофестиваль в Локарно 1997 года[2]:
  - «Серебряный леопард» — Тони Гатлиф
  - Специальная награда лучшей актрисе — Рона Хартнер
  - Премия Экуменического жюри, с формулировкой: «В великолепном свежем стиле фильм рассказывает о ярком случае принятия чужака в сообществе. В картине демонстрируется значимость терпимости и взаимопонимания между различными культурами в противовес дискриминации и насилию»